# Cantonul Poitiers-5
Cantonul Poitiers-5 este un canton din arondismentul Poitiers, departamentul Vienne, regiunea Poitou-Charentes, Franța.

## Comune
| Comune              | Populație (1999) | Cod poștal | Cod INSEE |
| ------------------- | ---------------- | ---------- | --------- |
| Croutelle           | 785              | 86240      | 86088     |
| Fontaine-le-Comte   | 3 408            | 86240      | 86100     |
| Ligugé              | 2 880            | 86240      | 86133     |
| Poitiers            | 89 253 (1)       | 86000      | 86194     |
| Vouneuil-sous-Biard | 4 758            | 86580      | 86297     |